# Miroslav Kadlec
Miroslav Kadlec (Uherské Hradiště, 22 juni 1964) is een Tsjechisch voormalig voetballer die bij voorkeur speelde als centrale verdediger. Hij is de vader van voetballer Michal Kadlec.

## Clubcarrière
Miroslav Kadlec, een mandekker en regelmatig ook libero met een degelijke techniek en bovendien leider op het veld, viel gedurende zijn spelerscarrière op doordat hij twee keer de Bundesliga heeft gewonnen met het anno 2022 kleinere 1. FC Kaiserslautern, in 1991 en 1998. Het was evenwel een periode in de Europese voetbalgeschiedenis waarin FC Bayern München minder dominant was. Kadlec speelde van 1990 tot 1998 voor Kaiserslautern.  Voor deze club speelde Kadlec uiteindelijk meer dan 200 competitiewedstrijden en trof in totaal zeventien keer doel.
Naast zijn periode bij Kaiserslautern wordt Kadlec' naam ook gelinkt aan het Tsjechische TJ Vítkovice, waar hij eveneens meer dan honderdmaal in actie kwam.
In 2002 beëindigde hij zijn profcarrière bij het Tsjechische 1. FC Brno.

## Interlandcarrière
Kadlec heeft namens Tsjecho-Slowakije en Tsjechië aan twee grote toernooien deelgenomen: het WK 1990 met de Tsjecho-Slowaken (in Italië) en EURO 1996 (in Engeland) als aanvoerder van de Tsjechen. In Engeland behaalde Kadlec op verrassende wijze zilver na de finale tegen Duitsland, die met 2–1 werd verloren. In totaal heeft de centrumverdediger 64 interlands gespeeld, het opgetelde aantal van Tsjecho-Slowaakse en Tsjechische interlands.

## Erelijst
Met 1. FC Kaiserslautern:
- Bundsliga: 1991, 1998
- DFB Pokal: 1996

1 Kouba ·
2 Látal ·
3 Suchopárek ·
4 Nedvěd ·
5 Kadlec  ·
6 Němeček ·
7 Němec ·
8 Poborský ·
9 Kuka ·
10 Drulák ·
11 Frýdek ·
12 Kubík ·
13 Bejbl ·
14 Berger ·
15 Horňák ·
16 Srníček ·
17 Šmicer ·
18 Kotůlek ·
19 Rada ·
20 Novotný ·
21 Kerbr ·
22 Maier ·
Coach: Uhrin